# Yasuji Miyazaki
Yasuji Miyazaki (jap. 宮崎康二 Miyazaki Yasuji; ur. 15 października 1916 w Kosai, zm. 30 grudnia 1989) – japoński pływak. Dwukrotny złoty medalista olimpijski z Los Angeles.
Specjalizował się w stylu dowolnym i w Los Angeles zwyciężył w wyścigu na 100 metrów oraz w sztafecie kraulowej. Miał wówczas zaledwie 15 lat. W 1981 został przyjęty do International Swimming Hall of Fame

## Starty olimpijskie
Los Angeles 1932
- 100 m stylem dowolnym, 4 × 200 m stylem dowolnym  –  złoto